# Traje de Pastira
La Pastira, es el traje tradicional femenino de Jaén. Es el traje típico de pastoras y lecheras que ordeñaban la leche y la comercializaban por toda la ciudad. Actualmente, se luce en fiestas populares como las fiestas de San Antón, mientras se bailan melenchones alrededor de una lumbre; el 11 de junio, el día de la Virgen de la Capilla, cuando realizan una ofrenda floral o el día de Santa Catalina. Su equivalente masculino es el Chirri.

## Descripción de los elementos
El traje de Pastira consta de los siguientes elementos los cuales tienen distintos sinónimos.
- La pañoleta, toca o mantilla: De herencia íbera, es el elemento más característico del traje debido a su potente color rojo. Consiste en un semicírculo con extremos achatados. Su función era cubrir la cabeza para protegerse del sol o del frío. Solía ser blanco, sin embargo, cuenta la leyenda que un asalto de musulmanes nazaríes a orillas del río Guadalbullón tiñó de sangre las mantillas blancas. Para conseguir el tinte rojo se utilizaba el pigmento extraído del kermes, insecto que vive parásito de un arbusto local. Con todo, se pueden seguir observando las mantillas blancas en la actualidad.
- La falda o saya: Se denomina "de canícula", debido a su capacidad para soportar las altas temperaturas de la zona. Está hecha de un tejido grueso de algodón en azul oscuro y que forma un patrón de franjas estrechas horizontales o a veces de cuadritos. Suele tener refajos rojos con varios diseños.
- El delantal o mandil: Se sitúa sobre la falda y su estampado suele ser distinto al de la misma. Va siempre adornado con cenefas y bordados de distinta complejidad. Puede verse de cualquier color.
- El pañuelo, mantoncillo o escote: Es un pañuelo liso o bordado con flecos cortos que se coloca sobre los hombros y va cruzado en pecho. Está bordado mecánicamente a punto de cadeneta. Se puede utilizar directamente un mantón de Manila aunque su tamaño sea mayor.
- La almilla, el jubón, camisa o la chaqueta: Típicamente es negro, pero también puede estar adornado con estampados en colores, bordados y brocados. También, suelen adornarse el cuello y los puños con puntillas y encajes. Se lleva abierta para que se pueda observar el mantoncillo.

Como complementos es típico usar cruces de tipo saboyano en el cuello con incrustaciones de piedras preciosas. Los pendientes suelen tener forma de aro o de "rosetas" (forma de flor) y llevar perlas incrustadas. Además, cuenta con un "alfilerón" metálico para sujetar el pañuelo a la zona de la cintura y un bolsillo o faltriquera que pende de la cintura y suele llevar bordadas las iniciales de las dueñas. Finalmente, en cuanto al calzado pueden llevar alpargatas o esparteñas dependiendo de la formalidad de la situación. También, es muy frecuente usar zapatos negros de hebilla con tacón de tipo carrete.

## Peinado de Pastira
La pastira se peina con moño que se denomina de lazo o de alpargata por su forma, ya que el pelo, muy largo, se trenza, siempre dividido en múltiplos de tres cabos, desde la nuca y luego, se vuelve en vertical hacia arriba. Asimismo, destaca la variedad de recogidos, algunos de los cuales llamados "roetes" son trenzas retorcidas en espiral o las "cocas", donde el pelo se recogía en forma de rosco. El más tradicional consta con dos "roetes" a los lados y el resto del pelo central recogido en la parte de atrás por medio de un trenzado en forma de "picaporte" que sobresale de la coronilla.
El peinadas en muchas ocasiones se adorna con peinas y florecillas, dependiendo del tipo de moño utilizado. Algunos han resaltado su parecido con el peinado de fallera valenciana.